# Robert H. Porter
Robert Hugh Porter (* 1955) ist ein kanadischer Wirtschaftswissenschaftler und Hochschullehrer.

## Werdegang, Forschung und Lehre
Porter graduierte 1976 als Bachelor of Arts an der University of Western Ontario. Anschließend setzte er sein Studium an der Princeton University fort, dort errang er im Juni 1981 seinen Ph.D.-Titel mit einer Abschlussarbeit unter dem Titel „On the Enforcement of a Dynamic Cartel“. Zunächst war er anschließend als Assistant Professor an der University of Minnesota und ab 1984 als Associate Professor an der Stony Brook University tätig. 1987 folgte er einem Ruf als ordentlicher Professor an die Northwestern University. Dort erhielt er 1993 den William-R.-Kenan-Jr.-Lehrstuhl.
Im Mittelpunkt der Tätigkeiten Porters stehen Fragestellung um die Preisfindung, etwa im Zusammenhang mit Auktionen, aber auch übergreifende Wettbewerbsprozesse im Kontext der Industrieökonomik insbesondere vor dem Hintergrund von Preisabsprachen sowie Preiskämpfen.
Potter ist seit 1989 gewählter Fellow der Econometric Society, deren Präsident er 2015 war, und sowie seit 1997 der American Academy of Arts and Sciences respektive 2017 der Game Theory Society. Seit 1991 ist er Research Associate beim National Bureau of Economic Research. Er ist Mitglied der Industrial Organization Society, wo er seit 2018 im Vorstand sitzt und 2020 bis 2021 als Präsident agierte. Zwischen 1989 und 1995 war er Mitherausgeber des International Journal of Industrial Organization, dort gehörte er später zum wissenschaftlichen Beirat. 1995 bis 2004 war er Herausgeber des RAND Journal of Economics, zudem gehörte er unter anderem zeitweise bei Economic Theory, Empirica, dem Journal of Industry, Competition and Trade, dem Economics Bulletin, Microeconomic Insight und dem Periodikum Review of Industrial Organization zur Herausgeberschaft.
Gemeinsam mit Ariel Pakes und Timothy Bresnahan erhielt Poter den BBVA Foundation Frontiers of Knowledge Awards für das Jahr 2017.